# Granfelt
Granfelt även skrivet Granfeldt och Granfält är ett svenskt efternamn, som också förekommer i Finland.  De två  första namnformerna bärs av adliga ätter men också av personer utan adelskap. 
Offentlig statistik tillgänglig i december 2023 ger följande antal personer i Sverige respektive Finland med namnvarianterna:
- Granfeldt: Sverige 138
- Granfelt: Sverige 108, Finland 86, totalt 194
- Granfält: Sverige 21

Totalt blir detta för Sverige 267 personer och för bägge länderna tillsammans 361 personer.

## Personer med efternamnet Granfelt eller Granfeldt
- Alice Granfelt (1895–1995), finländsk författare
- Axel August Granfelt (1846–1919), finländsk folkbildare och nykterhetsman
- Axel Fredrik Granfelt (1815–1892), finländsk teolog
- Ben Granfelt, finländsk gitarrist och låtskrivare
- Charlie Granfelt  (född 1967), svensk fotbollsdirektör
- Erik Granfelt – flera personer
  - Erik Granfelt (gymnast) (1883–1962), svensk gymnast
  - Erik Granfelt (jurist) (1913–1988), finländsk jurist
  - Erik Granfelt (konstnär) (1919–1990), finländsk målare och grafiker
- George Granfelt (1865–1917), finländsk jurist
- Hanna Granfelt (1884–1952), finländsk operasångerska, sopran
- Hans Granfelt  (1897–1963), svensk fäktare och diskuskastare
- Hjalmar Granfelt (1874–1957), finländsk jurist
- Mandi Granfelt (1850–1926), finländsk nykterhetsivrare och författare
- Marianne Granfelt (född 1959), svensk akademisk facklig ledare
- Nils Granfelt (1887–1959), svensk gymnast
- Olof Granfeldt (1793–1850), svensk pianotillverkare
- Pauli Granfelt (1921–2005), finländsk musiker, arrangör och producent
- Sigrid Granfelt (1868–1942), finländsk målare och konsthantverkare
- Siri Granfeldt (1934–1994), finländsk målare tecknare och silversmed
- Vincent Granfelt (1889–1946), svensk antikvariatsbokhandlare och författare